# Vincou
Der Vincou ist ein Fluss in Frankreich, der im Département Haute-Vienne in der Region Nouvelle-Aquitaine verläuft. Er entspringt in den Ambazac-Bergen, im Gemeindegebiet von Saint-Sylvestre, entwässert generell in nordwestlicher Richtung durch ein seenreiches Gebiet und mündet nach rund 50 Kilometern im Gemeindegebiet von Peyrat-de-Bellac als linker Nebenfluss in die Gartempe.

## Orte am Fluss
- Compreignac
- Nantiat
- Bellac
- Peyrat-de-Bellac